# David Jarolím
David Jarolím (ur. 17 maja 1979 w Čáslaviu) – piłkarz czeski grający na pozycji defensywnego pomocnika.

## Kariera klubowa
Jarolím rozpoczął piłkarską karierę w Slavii Praga. W pierwszej lidze czeskiej zadebiutował już w wieku 16 lat w sezonie 1995/1996 i wywalczył wówczas tytuł mistrza Czech. Po sezonie trafił do Bayernu Monachium, ale został zesłany do zespołu rezerw i przez pierwsze trzy lata grał jedynie w rozgrywkach Regionalligi. W pierwszym zespole Bayernu David zadebiutował dopiero 13 kwietnia 1999 w przegranym 1:2 wyjazdowym spotkaniu z 1. FC Kaiserslautern (w 80. minucie zmienił Alego Daei). Był to jednak jego jedyny mecz w lidze w historii występów w Bayernie, ale dzięki niemu mógł czuć się mistrzem Niemiec.
Latem 2000 roku niezadowolony z gry w rezerwach Bayernu Jarolím przeszedł do 1. FC Nürnberg. Przez rok sporadycznie występował w 2. Bundeslidze i awansował z Nürnberg do pierwszej ligi. W sezonie 2001/2002 był już podstawowym zawodnikiem zespołu z Norymbergi i pomógł jej w utrzymaniu w lidze, jednak w 2003 roku pomimo dobrej gry został jednak zdegradowany o klasę niżej.
Po spadku Nürnberg do drugiej ligi Jarolím został we wrześniu 2003 sprzedany do Hamburger SV, który zapłacił za niego 800 tysięcy euro. W HSV zadebiutował 13 września w przegranym 0:1 meczu z Bayerem 04 Leverkusen. Od czasu przejścia do drużyny z Hamburga gra w pierwszym składzie. W 2004 i 2005 roku zajął z HSV 8. miejsce, a w 2006 zajął 3. pozycję. W sezonie 2006/2007 wystąpił ze swoim zespołem w grupowych rozgrywkach Ligi Mistrzów, a w lidze zakończył sezon zajmując 7. lokatę. W 2008 roku uplasował się z klubem na czwartej pozycji w Bundeslidze.
30 sierpnia 2012 roku David Jarolím podpisał kontrakt z Evian TG. 20 listopada 2012 roku kończy się kontrakt z Evian TG.
14 stycznia 2013 roku David Jarolím podpisał kontrakt z FK Mladá Boleslav.
| Sezon   | Klub               | Kraj    | Rozgrywki             | Mecze | Bramki | Rozgrywki Europy   | Mecze | Bramki |
| ------- | ------------------ | ------- | --------------------- | ----- | ------ | ------------------ | ----- | ------ |
| 1995/96 | Slavia Praga       | Czechy  | Gambrinus liga        | 11    | 1      | –                  | –     | –      |
| 1996/97 | Slavia Praga       | Czechy  | Gambrinus liga        | 1     | 0      | –                  | –     | –      |
| 1996/97 | Bayern Monachium B | Niemcy  | Regionalliga          | 1     | 0      | –                  | –     | –      |
| 1997/98 | Bayern Monachium B | Niemcy  | Regionalliga          | 14    | 0      | –                  | –     | –      |
| 1998/99 | Bayern Monachium   | Niemcy  | Bundesliga            | 1     | 0      | Liga Mistrzów UEFA | 0     | 0      |
| 1998/99 | Bayern Monachium B | Niemcy  | Regionalliga          | 20    | 2      | –                  | –     | –      |
| 1999/00 | Bayern Monachium B | Niemcy  | Regionalliga          | 28    | 10     | –                  | –     | –      |
| 1999/00 | Bayern Monachium   | Niemcy  | Bundesliga            | 0     | 0      | Liga Mistrzów UEFA | 1     | 0      |
| 2000/01 | 1. FC Nürnberg     | Niemcy  | 2. Fußball-Bundesliga | 9     | 1      | –                  | –     | –      |
| 2001/02 | 1. FC Nürnberg     | Niemcy  | Bundesliga            | 28    | 0      | –                  | –     | –      |
| 2002/03 | 1. FC Nürnberg     | Niemcy  | Bundesliga            | 32    | 3      | –                  | –     | –      |
| 2003/04 | 1. FC Nürnberg     | Niemcy  | 2. Fußball-Bundesliga | 4     | 0      | –                  | –     | –      |
| 2003/04 | Hamburger SV       | Niemcy  | Bundesliga            | 26    | 1      | Liga Europy UEFA   | 2     | 0      |
| 2004/05 | Hamburger SV       | Niemcy  | Bundesliga            | 32    | 4      | Liga Europy UEFA   | 4     | 0      |
| 2005/06 | Hamburger SV       | Niemcy  | Bundesliga            | 31    | 2      | Liga Europy UEFA   | 10    | 0      |
| 2006/07 | Hamburger SV       | Niemcy  | Bundesliga            | 30    | 2      | Liga Mistrzów UEFA | 5     | 0      |
| 2007/08 | Hamburger SV       | Niemcy  | Bundesliga            | 28    | 2      | Liga Europy UEFA   | 13    | 2      |
| 2008/09 | Hamburger SV       | Niemcy  | Bundesliga            | 31    | 2      | Liga Europy UEFA   | 14    | 0      |
| 2009/10 | Hamburger SV       | Niemcy  | Bundesliga            | 33    | 1      | Liga Europy UEFA   | 15    | 1      |
| 2010/11 | Hamburger SV       | Niemcy  | Bundesliga            | 24    | 0      | –                  | –     | –      |
| 2011/12 | Hamburger SV       | Niemcy  | Bundesliga            | 22    | 0      | –                  | –     | –      |
| 2012/13 | Evian TG           | Francja | Ligue 1               | 5     | 0      | –                  | –     | –      |
| 2012/13 | FK Mladá Boleslav  | Czechy  | Gambrinus liga        | 11    | 0      | –                  | –     | –      |
| 2013/14 | FK Mladá Boleslav  | Czechy  | Gambrinus liga        | 28    | 1      | –                  | –     | –      |

## Kariera reprezentacyjna
W reprezentacji Czech Jarolím zadebiutował 8 października 2005 w przegranym 0:2 meczu z Holandią, rozegranym w ramach eliminacji do Mistrzostw Świata w Niemczech. Rok później został powołany przez selekcjonera Karela Brücknera do kadry na ten turniej, ale zagrał tam tylko w grupowym spotkaniu z Włochami, przegranym 0:2.
W 2008 roku Jarolím wywalczył z kadrą Czech awans do Euro 2008. W zwycięskim 7:0 meczu z San Marino zdobył swojego pierwszego gola w historii występów w drużynie narodowej.